# جسوال، چکوال
جسوال (به انگلیسی: Jaswal) یک منطقهٔ مسکونی چکوال در پاکستان است که در پنجاب واقع شده‌است. جسوال ۵۱۱ متر بالاتر از سطح دریا واقع شده‌است.